# Klaus Fichtel
Klaus „Tanne“ Fichtel (Castrop-Rauxel, 19 de novembro de 1944) é um ex-futebolista alemão que atuava como defensor.

## Carreira
Klaus Fichtel fez parte do elenco da Seleção Alemã de Futebol, na Copa do Mundo de 1970. 

## Títulos
- Copa do Mundo de 1970 - 3º Lugar